# Natambang Roncitan
Natambang Roncitan is een bestuurslaag in het regentschap Tapanuli Selatan van de provincie Noord-Sumatra, Indonesië. Natambang Roncitan telt 738 inwoners (volkstelling 2010).